# Тереверко Олександр Григорович
Олекса́ндр Григо́рович Тереве́рко (нар. 24 січня 1956, смт Желудок, Щучинський район, Гродненська область, Білорусь) — український військовий журналіст, режисер, сценарист, полковник у відставці, член Національної спілки журналістів України і Національної спілки кінематографістів України.

## Біографічні відомості
Олександр Тереверко народився в смт Желудок, Щучинського району Гродненської області Білорусі в сім'ї військовослужбовця, учасника Другої світової війни, уродженця Уманщини Григорія Яковича Тереверка. Рідним братом діда — Якова Семеновича Тереверка був один з перших українських планеристів Георгій Семенович Тереверко.
У 1975—1979 рр. навчався на факультеті журналістики Львівського вищого військово-політичного училища.
Розпочав службу відповідальним секретарем багатотиражної газети Донецького військово-політичного училища. Служив у багатотиражних військових газетах у Забайкальському військовому окрузі (1982—1989). Служив кореспондентом, заступником начальника відділу, начальником відділу новин у газеті «На бойовому посту» (м. Чита).
У грудні 1992 повернувся в Україну.
З грудня 1992 року по лютий 1996-го — кореспондент, заступник редактора, редактор відділу новин газети Міністерства оборони України «Народна армія».
З 1996 по 2004 рік очолював Центральну телерадіостудію Міністерства оборони України. Після звільнення з лав Збройних Сил України працював режисером, керівником студії документальних фільмів ЦТРС.
З 2016 — спеціальний кореспондент газети «Народна армія», потім до 2023 року працював кореспондентом, оглядачем Інформаційного агентства «АрміяInform» Міністерства оборони України. Виїжджав у відрядження в район бойових дій.

## Громадська діяльність
Член Національної спілки журналістів України (з вересня 2002) і Національної спілки кінематографістів України (з вересня 2005).
З 2018 року — співзасновник і член правління громадської організації «Всеукраїнська спілка журналістів учасників бойових дій „За об'єктивність“».

## Творчість
Керівник телепроєктів «Час „Ч“», «Нова армія», «Наше військо», «Доблесть, мужність, благородство», «Служу Україні», «Я йду в армію», «Будемо жити!» на загальнонаціональних телеканалах України.
Автор серії документальних фільмів про військових медиків «Магістралі життя», «Ювеліри військової травматології», «Володарі чарівного променю», «Милосердя у спадщину» та інших.
Співавтор кількох книжок серії «Вклоняємось доземно українському солдату».

## Нагороди
Лауреат національних та міжнародних телефестивалів та конкурсів. 2006 року отримав Гран-прі Міжнародного фестивалю «Кінотур» за проєкт «Плац-варіація».
Нагороджений медалями та відзнаками Міністерства оборони та Генерального штабу ЗСУ. Зокрема:
- відзнакою Міністерства оборони України «Знак пошани»;
- почесним нагрудним знаком Головнокомандувача ЗСУ «За самовіддану працю у Збройних Силах України»;
- відзнакою Міністерства оборони України «За сприяння Збройним Силам України»;
- Почесним нагрудним знаком Головнокомандувача ЗСУ «За сприяння війську» (2023).